# Jerzy Abramowicz
Jerzy Abramowicz herbu Lubicz odmienny (zm. 1767) – starosta starodubowski, syn Samuela, stolnika wileńskiego.

## Sprawowane urzędy
- pisarz grodzki wileński 1746-48
- podczaszy wileński 1746-63
- sędzia grodzki wileński 1748-50
- podwojewodzi wileński 1750-63
- starosta starodubowski 1763-67[2]

## Poseł na Sejm Rzeczypospolitej Obojga Narodów
- 1758 – z powiatu wileńskiego
- 1764 – z Powiatu Starodubowskiego

## Deputat na Trybunał Główny Wielkiego Księstwa Litewskiego
- 1755 – z powiatu starodubowskiego, wicemarszałek
- 1765 – z powiatu starodubowskiego, wicemarszałek

## Życiorys
Pochodził z zamożnej rodziny szlacheckiej Abramowiczowów herbu Jastrzębiec odmienny.
Był jednym z najważniejszych przywódców stronnictwa Radziwiłów w Wielkim Księstwie Litewskim. Najbardziej obrotny z braci, co dało mu stanowisko jednego z najbliższych współpracowników politycznych Michała Radziwiłła. W roku 1755 praktycznie samodzielnie kierował Głównym Trybunałem Litewskim, którego był wicemarszałkiem (marszałkostwo sprawował Michał Radziwiłł, hetman Wielki Litewski), faktycznie sprawując najwyższą władzę sądowniczą na terenie całego Wielkiego Księstwa. Sposób, w jaki sprawował ów urząd, doprowadził do kolejnej eskalacji konfliktu pomiędzy stronnictwem Radziwiłłów a Familią Czartoryskich, i już podczas tej kadencji Trybunału, ci ostatni zapowiedzieli pozbawienie jego brata Andrzeja, pisarstwa ziemskiego wileńskiego, co ostatecznie miało miejsce rok później. Jednak sam Jerzy obronił swój urząd podwojewodziego, dzięki zbyt mocnej nawet dla Fryderyka Czartoryskiego, kanclerza wielkiego litewskiego pozycji Michała Radziwiłła, który objął pełną protekcją swojego zastępcę.
Niewątpliwie właśnie na skutek wydarzeń 1756 roku, kiedy to rozgrywała się na sejmie owa bezwzględna walka stronnictw, zbliżył się do dworu królewskiego i został porucznikiem petyhorskim znaku Alojzego Brühla, starosty warszawskiego – najpewniej już w 1757 roku. I kiedy w roku następnym Brühl został obrany posłem na sejm z powiatu zakroczymskiego, co wzburzyło ówczesną opinią publiczną, z uwagi na brak indygenatu polskiego (uznano to za ewidentne złamanie prawa), z obnażoną szablą własnym ciałem osłaniał swojego chorążego. Te wydarzenia miały zapewne niemały wpływ na nominowanie go na urząd starosty starodubowskiego w ostatnim roku panowania Augusta III. Rok później został ponownie posłem na sejm konwokacyjny i elektorem Stanisława Augusta Poniatowskiego (to zapewne wtedy doszedł do porozumienia ze stronnictwem Familii), a w 1765 roku powrócił na stanowisko wicemarszałka Trybunału Litewskiego.
Umarł w 1767 roku.

## Rodzina
Z żoną Marianną Dernałowiczówną, sędzianką grodzką rzeczycka, miał córkę Teresę, 1v. Śliźniową, 2v. Józefową Antoniowa Platerową, starościnę giełdziańską oraz synów Andrzeja, rotmistrza Kawalerii Narodowej i Joachima, podstarościego starodubowskiego.